# 黄龙洞 (杭州)
黄龙洞位于杭州西湖北山栖霞岭北麓，为新西湖十景之一。南宋以来这里作为西湖上五大祀龙点之一而享有盛名，清代“杭州二十四景”中有“黄龙积翠”一目，“黄龙吐翠”景名脱胎于此，用一“吐”字，突出贴泉池巉崖间龙口喷水，珠帘倒挂的特有情景。
黄龙洞在宋、元、明、清代皆为佛教圣地，民国初期改为道观。此处前为庭园，后有洞壑，融真山假山，自然景色与人工建设为一体，为期上雅幽园林之一。黄龙洞山门到二门之间，有一段长而曲折的游步道，古木修篁，花草清池，矮墙漏窗，颇多可赏景物。1985年，杭州西湖管区将集宗教文化、人文文化与寺观园林景观为一体的黄龙洞辟建为仿古游乐园，冠名黄龙吐翠。
文化大革命期间，黄龙洞破坏严重，雕塑被毁，龙头与部分年久失修的住房及木结构曲廊遭拆除，又因开挖防空洞，截断了龙口吐水的水源。1978年后，杭州市园林管理局整修头殿、大殿、侧殿，并在大面积封闭的山墙上，置9个神态各异的云龙花饰漏窗，将大门两旁山墙改为黄色龙墙。重塑龙头，断流的泉水代之以自来水，恢复黄龙吐水景观。重修水池旁“鹤止”、“香雪”二亭及部分曲廊。新建“翠云亭”和山岗的“翠霭亭”。又利用原香客住房的院落基地，辟建“方竹园”，种植方竹、凤尾竹、紫竹、罗汉竹等观赏竹。

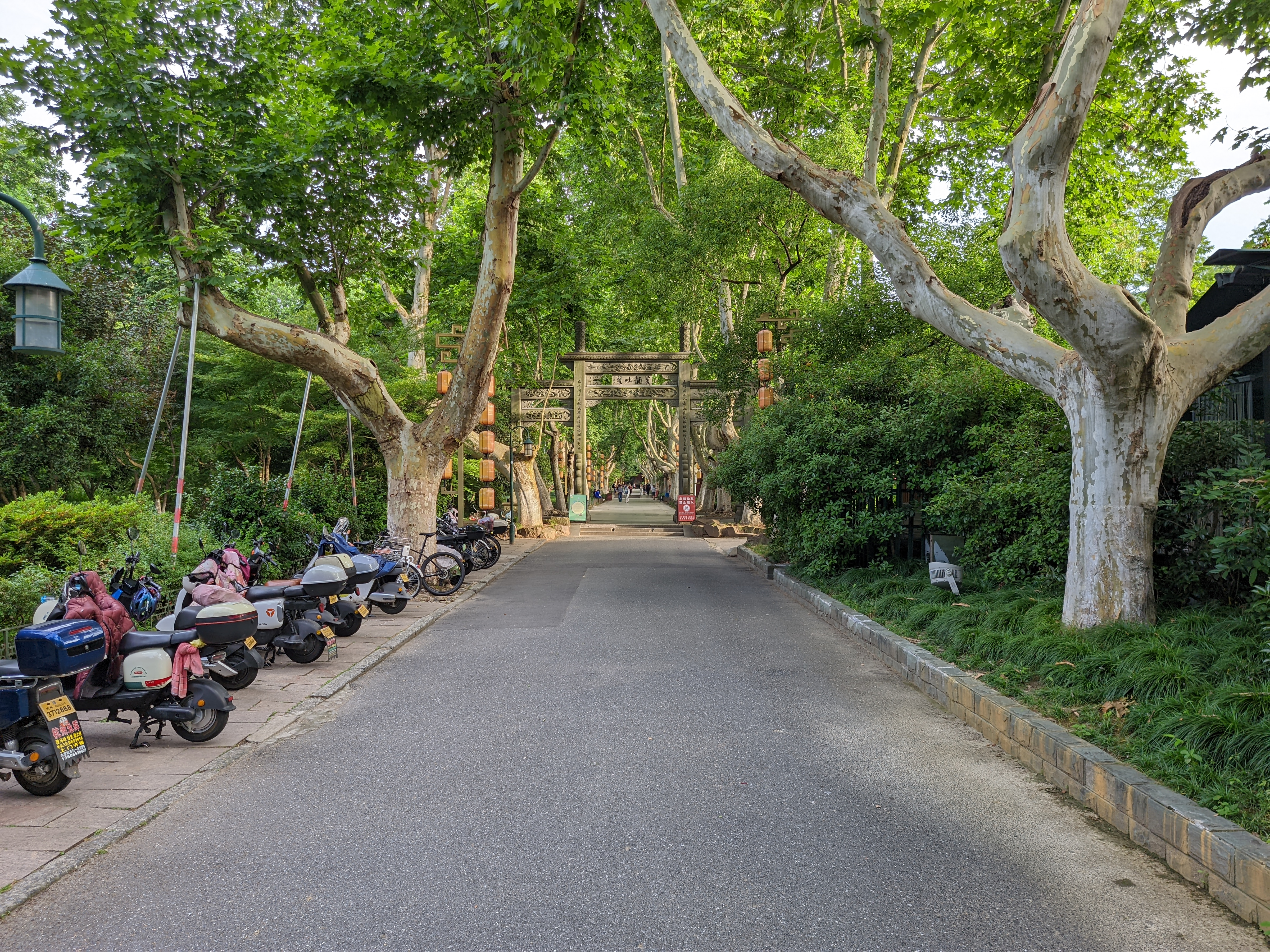
入口